# Brendan O'Brien
Brendan O'Brien (Atlanta, 30 de junho de 1960) é um produtor musical, cantor, instrumentista americano.

## Álbuns produzidos
- Doug - The Coolies (1988)
- You - Uncle Green (1990)
- The Big House of Time - Anne Richmond Boston (1990)
- Undertown - Right as Rain (1990)
- What an Experiment His Head Was - Uncle Green (1991)
- Love Songs for the Hearing Impaired - Dan Baird (1991)
- Stop! Look & Listen - Right as Rain (1991)
- Follow for Now - Follow for Now (1991)
- Johnny Law - Johnny Law (1991)
- Core - Stone Temple Pilots (1992)
- Book of Bad Thoughts - Uncle Green (1992)
- Jackyl - Jackyl (1992)
- Let It Rock: The Best of the Georgia Satellites - The Georgia Satellites (1993)
- Vs. - Pearl Jam (1993)
- Dynamite Monster Boogie Concert - Raging Slab (1993)
- Bob Dylan's Greatest Hits Volume 3 - Bob Dylan (1993)
- Dogman - King's X (1994)
- Necktie Second - Pete Droge (1994)
- Purple - Stone Temple Pilots (1994)
- Vulture - 3 lb. thrill (1994)
- Vitalogy - Pearl Jam (1994)
- 100% Fun - Matthew Sweet (1995)
- Vulture - 3 lb. Thrill (1995)
- Deadly Nightshade - The Deadly Nightshades (1995)
- Mirror Ball - Neil Young com Pearl Jam (1995)
- Point - Ernie Dale (1995)
- Unshaven: Live at Smith's Olde Bar - Billy Joe Shaver (1995)
- Buffalo Nickel - Dan Baird (1996)
- Eventually - Paul Westerberg (1996)
- Evil Empire - Rage Against the Machine (1996)
- Find a Door - Pete Droge and the Sinners (1996)
- No Code - Pearl Jam (1996)
- Tiny Music... Songs from the Vatican Gift Shop - Stone Temple Pilots (1996)
- Blue Sky on Mars - Matthew Sweet (1997)
- Resigned - Michael Penn (1997)
- Spacey & Shakin' - Pete Droge (1997)
- Yield - Pearl Jam (1998)
- Dangerman - Dangerman (1998)
- Significant Other - Limp Bizkit (1999)
- No. 4 - Stone Temple Pilots (1999)
- Issues - Korn (1999)
- The Battle of Los Angeles - Rage Against the Machine (1999)
- Renegades (álbum de Rage Against the Machine) - Rage Against the Machine (2000)
- Bachelor No. 2 - Aimee Mann (2000)
- Conspiracy Of One - The Offspring (2000)
- Shangri-La Dee Da - Stone Temple Pilots (2001)
- Drops of Jupiter - Train (2001)
- Tragic Show - Brand New Immortals (2001)
- Waste of Skin - Spike 1000 (2001)
- The Flying Tigers - Flying Tigers (2002)
- Future Shock - Sinisstar (2002)
- Jinx - Quarashi (2002)
- Great Ocean Road - Ether (2002)
- lovehatetragedy - Papa Roach (2002)
- The Rising - Bruce Springsteen (2002)
- My Private Nation - Train (2003)
- Splinter - The Offspring (2003)
- The Thorns - The Thorns (2003)
- A Crow Left of the Murder - Incubus (2004)
- Alive at Red Rocks - Incubus (2004)
- Drive - Graham Colton Band (2004)
- Welcome to the North - The Music (2004)
- Devils and Dust - Bruce Springsteen (2005)
- Rebel, Sweetheart - The Wallflowers (2005)
- All the Stars and Boulevards - Augustana (2005)
- Shine - Trey Anastasio (2005)
- For Me, It's You - Train (2006)
- Revelations - Audioslave (2006)
- Light Grenades - Incubus (2006)
- One Man Revolution - The Nightwatchman (2007)
- The Sun and the Moon - The Bravery (2007)
- Libertad - Velvet Revolver (2007)
- Magic - Bruce Springsteen (2007)
- Sweat It Out - The Pink Spiders (2008)
- Black Ice - AC/DC (2008)
- Backspacer - Pearl Jam(2009)
- Conventional Weapons - My Chemical Romance (2009)
- Flamingo - Brandon Flowers (2010)
- Battle Born - The Killers (2012)
- Lightning Bolt - Pearl Jam (2013)
- Rock or Bust - AC/DC (2014)
- Power Up - AC/DC (2020)

## Álbuns mixados
- Decade of Aggression: Live - Slayer (1991)
- Hollywood Town Hall - The Jayhawks (1992)
- Jackyl - Jackyl (1992)
- Get a Grip - Aerosmith (1993)
- 14 Songs - Paul Westerberg (1993)
- Shame - Brad (1993)
- Superunknown - Soundgarden (1994)
- No Code - Pearl Jam (1996)
- Interiors - Brad (1997)
- Follow the Leader - Korn (1998)
- Fallout - The Mayfield Four (1998)
- Yield - Pearl Jam (1998)
- Significant Other - Limp Bizkit (1999)
- Chocolate Starfish and the Hot Dog Flavored Water - Limp Bizkit (2000)
- No Name Face - Lifehouse (2000)
- Spiritual Machines - Our Lady Peace (2000)
- Binaural - Pearl Jam (2000)
- Trust No One - Dave Navarro (2001)
- Riot Act - Pearl Jam (2002)
- Stanley Climbfall - Lifehouse (2002)
- Lost Dogs - Pearl Jam (2003)
- Results May Vary - Limp Bizkit (2003)
- truANT - Alien Ant Farm (2003)
- Vulture Street - Powderfinger (2003)
- Rearviewmirror: Greatest Hits 1991-2003 - Pearl Jam (2004)
- Wire - Third Day (2004)
- All the Stars and Boulevards - Augustana (2005)
- Out of Exile - Audioslave (2005)
- A Crow Left of the Murder - Incubus (2004)
- Light Grenades - Incubus (2006)
- White Noise - The Living End (2008)
- Working on a Dream - Bruce Springsteen (2009)
- Ten - Pearl Jam (2009)
- Backspacer - Pearl Jam (2009)

## Álbuns engenhados
- In the Spirit of Things - Kansas (1988)
- Theme from Venus - Love Tractor (1989)
- Danzig III: Lucifuge - Danzig (1990)
- Shake Your Money Maker - The Black Crowes (1990)
- Blood Sugar Sex Magik - Red Hot Chili Peppers (1991)
- Nobody Said It Was Easy - The Four Horsemen (1991)
- Hollywood Town Hall - The Jayhawks (1992)
- The Southern Harmony and Musical Companion - The Black Crowes (1992)

## DVDs mixados
- Single Video Theory - Pearl Jam (1998)
- Midnight Moon - Train (2001)
- Alive at Red Rocks - Incubus (2004)
- Live In Cuba - Audioslave (2005)